# Parc national Cerros de Amotape
Le parc national Cerros de Amotape (espagnol : Parque nacional Cerros de Amotape) est situé au nord de Piura et la partie sud de Tumbes.
Il a été créé le 22 juillet 1975 et possède une surface de 151 561,27 ha. 
Le parc fait également partie avec la réserve nationale de Tumbes de la réserve de biosphère de Noroeste, reconnue le 1er mars 1977 par l'UNESCO. Le parc est également reconnu zone importante pour la conservation des oiseaux.

## Biodiversité
Le parc abrite notamment le boa constricteur, le crocodile américain, l'oncille et l'ours lippu.